# تی. ئی. بی. کلارک
تی. ئی.بی. کلارک (انگلیسی: T. E. B. Clarke؛ زاده ۷ ژوئن ۱۹۰۷ درگذشته ۱۱ فوریهٔ ۱۹۸۹) یک نویسنده، و فیلم‌نامه‌نویس اهل بریتانیا بود. وی بین سال‌های ۱۹۴۴ تا ۱۹۸۰ میلادی فعالیت می‌کرد.
وی همچنین برنده جوایزی همچون جایزه اسکار بهترین فیلم‌نامه غیراقتباسی شده است.